# Cache (Utah)
Pour les articles homonymes, voir Cache.
Cache est une census-designated place du comté de Cache, dans l'État de l'Utah, aux États-Unis. En 2020, elle compte une population de 38 habitants.